# Hockey su ghiaccio ai XXIV Giochi olimpici invernali - Torneo femminile
Il torneo femminile di hockey su ghiaccio alle Olimpiadi invernali 2022 si è svolto a Pechino, in Cina, dal 3 al 17 febbraio 2022.

## Qualificazioni
| Evento                        | Date                              | Luogo    | Partecipanti | Qualificate                                        |
| ----------------------------- | --------------------------------- | -------- | ------------ | -------------------------------------------------- |
| Paese ospitante               | 17 maggio 2018                    |          | 1            | Cina                                               |
| Classifica mondiale IIHF 2020 | 12 dicembre 2016 – 10 aprile 2020 |          | 6            | Stati Uniti Canada Finlandia ROC Svizzera Giappone |
| Qualificazione - Gruppo C     | 11-14 novembre 2021               | Chomutov | 1            | Rep. Ceca                                          |
| Qualificazione - Gruppo D     | 11-14 novembre 2021               | Füssen   | 1            | Danimarca                                          |
| Qualificazione - Gruppo E     | 11-14 novembre 2021               | Luleå    | 1            | Svezia                                             |
| Totale                        |                                   |          | 10           |                                                    |

## Squadre partecipanti
| Gruppo A                                  | Gruppo B                                 |
| ----------------------------------------- | ---------------------------------------- |
| Canada Finlandia ROC Stati Uniti Svizzera | Cina Rep. Ceca Danimarca Giappone Svezia |

## Fase a gironi

### Gruppo A
| Pos. | Nazionale   | Pt | G | V | VOT | POT | P | GF | GS | DR  |
| ---- | ----------- | -- | - | - | --- | --- | - | -- | -- | --- |
| 1.   | Canada      | 12 | 4 | 4 | 0   | 0   | 0 | 33 | 5  | +28 |
| 2.   | Stati Uniti | 9  | 4 | 3 | 0   | 0   | 1 | 20 | 6  | +14 |
| 3.   | Finlandia   | 3  | 4 | 1 | 0   | 0   | 3 | 10 | 19 | -9  |
| 4.   | ROC         | 3  | 4 | 1 | 0   | 0   | 3 | 6  | 18 | -12 |
| 5.   | Svizzera    | 3  | 4 | 1 | 0   | 0   | 3 | 6  | 27 | -21 |

| Pechino 3 febbraio 2022, ore 12:10 UTC+8 | Canada | 12 – 1 | Svizzera | Stadio coperto nazionale di Pechino |

| Pechino 3 febbraio 2022, ore 21:10 UTC+8 | Finlandia | 2 – 5 | Stati Uniti | Wukesong Indoor Stadium |

| Pechino 4 febbraio 2022, ore 12:10 UTC+8 | ROC | 5 – 2 | Svizzera | Stadio coperto nazionale di Pechino |

| Pechino 5 febbraio 2022, ore 12:10 UTC+8 | Canada | 11 – 1 | Finlandia | Wukesong Indoor Stadium |

| Pechino 5 febbraio 2022, ore 21:10 UTC+8 | Stati Uniti | 5 – 0 | ROC | Wukesong Indoor Stadium |

| Pechino 6 febbraio 2022, ore 21:10 UTC+8 | Svizzera | 0 – 8 | Stati Uniti | Wukesong Indoor Stadium |

| Pechino 7 febbraio 2022, ore 13:15 UTC+8 | ROC | 1 – 6 | Canada | Stadio coperto nazionale di Pechino |

| Pechino 7 febbraio 2022, ore 21:10 UTC+8 | Svizzera | 3 – 2 | Finlandia | Stadio coperto nazionale di Pechino |

| Pechino 8 febbraio 2022, ore 12:10 UTC+8 | Stati Uniti | 2 – 4 | Canada | Wukesong Indoor Stadium |

| Pechino 8 febbraio 2022, ore 21:10 UTC+8 | Finlandia | 5 – 0 | ROC | Stadio coperto nazionale di Pechino |

### Gruppo B
| Pos. | Nazionale | Pt | G | V | VOT | POT | P | GF | GS | DR |
| ---- | --------- | -- | - | - | --- | --- | - | -- | -- | -- |
| 1.   | Giappone  | 9  | 4 | 2 | 1   | 1   | 0 | 13 | 7  | +6 |
| 2.   | Rep. Ceca | 7  | 4 | 2 | 0   | 1   | 1 | 10 | 8  | +2 |
| 3.   | Svezia    | 6  | 4 | 2 | 0   | 0   | 2 | 7  | 8  | -1 |
| 4.   | Cina      | 5  | 4 | 1 | 1   | 0   | 2 | 7  | 7  | 0  |
| 5.   | Danimarca | 3  | 4 | 1 | 0   | 0   | 3 | 7  | 14 | -7 |

| Pechino 3 febbraio 2022, ore 12:10 UTC+8 | Rep. Ceca | 3 – 1 | Cina | Wukesong Indoor Stadium |

| Pechino 3 febbraio 2022, ore 16:40 UTC+8 | Svezia | 1 – 3 | Giappone | Wukesong Indoor Stadium |

| Pechino 4 febbraio 2022, ore 12:10 UTC+8 | Danimarca | 1 – 3 | Cina | Wukesong Indoor Stadium |

| Pechino 5 febbraio 2022, ore 16:40 UTC+8 | Giappone | 6 – 2 | Danimarca | Wukesong Indoor Stadium |

| Pechino 5 febbraio 2022, ore 16:40 UTC+8 | Rep. Ceca | 3 – 1 | Svezia | Stadio coperto nazionale di Pechino |

| Pechino 6 febbraio 2022, ore 16:40 UTC+8 | Cina | 2 – 1 | Giappone | Wukesong Indoor Stadium |

| Pechino 7 febbraio 2022, ore 16:40 UTC+8 | Danimarca | 3 – 2 | Rep. Ceca | Wukesong Indoor Stadium |

| Pechino 7 febbraio 2022, ore 21:10 UTC+8 | Cina | 1 – 2 | Svezia | Wukesong Indoor Stadium |

| Pechino 8 febbraio 2022, ore 16:40 UTC+8 | Giappone | 3 – 2 | Rep. Ceca | Wukesong Indoor Stadium |

| Pechino 8 febbraio 2022, ore 21:10 UTC+8 | Svezia | 3 – 1 | Danimarca | Wukesong Indoor Stadium |

## Fase a eliminazione diretta

### Tabellone
|  | Quarti di finale | Quarti di finale | Quarti di finale |             |             | Semifinali  | Semifinali | Semifinali |           |                 | Finale          | Finale          | Finale |  |
|  |                  |                  |                  |             |             |             |            |            |           |                 |                 |                 |        |  |
|  | Canada           | Canada           | 11               |             |             |             |            |            |           |                 |                 |                 |        |  |
|  | Canada           | Canada           | 11               |             |             |             |            |            |           |                 |                 |                 |        |  |
|  | Svezia           | Svezia           | 0                |             |             |             |            |            |           |                 |                 |                 |        |  |
|  | Svezia           | Svezia           | 0                |             | Canada      | Canada      | 10         |            |           |                 |                 |                 |        |  |
|  |                  |                  |                  |             | Canada      | Canada      | 10         |            |           |                 |                 |                 |        |  |
|  |                  |                  | Svizzera         | Svizzera    | 3           |             |            |            |           |                 |                 |                 |        |  |
|  | ROC              | ROC              | Svizzera         | Svizzera    | 3           | 2           |            |            |           |                 |                 |                 |        |  |
|  | ROC              | ROC              |                  |             |             |             |            |            |           |                 |                 |                 |        |  |
|  | Svizzera         | Svizzera         | 4                |             |             |             |            |            |           |                 |                 |                 |        |  |
|  | Svizzera         | Svizzera         | 4                |             | Canada      | Canada      | 3          |            |           |                 |                 |                 |        |  |
|  |                  |                  |                  |             |             |             |            |            |           |                 |                 |                 |        |  |
|  |                  |                  | Stati Uniti      | Stati Uniti | 2           |             |            |            |           |                 |                 |                 |        |  |
|  | Stati Uniti      | Stati Uniti      | Stati Uniti      | Stati Uniti | 2           | 4           |            |            |           |                 |                 |                 |        |  |
|  | Stati Uniti      | Stati Uniti      |                  |             |             | 4           |            |            |           |                 |                 |                 |        |  |
|  | Rep. Ceca        | Rep. Ceca        | 1                |             |             |             |            |            |           |                 |                 |                 |        |  |
|  | Rep. Ceca        | Rep. Ceca        | 1                |             | Stati Uniti | Stati Uniti | 4          |            |           | Finale 3º posto | Finale 3º posto | Finale 3º posto |        |  |
|  |                  |                  |                  |             | Stati Uniti | Stati Uniti | 4          |            |           |                 |                 |                 |        |  |
|  |                  |                  | Finlandia        | Finlandia   | 1           |             |            |            |           |                 |                 |                 |        |  |
|  | Finlandia        | Finlandia        | Finlandia        | Finlandia   | 1           | 7           |            |            | Finlandia | Finlandia       | 4               |                 |        |  |
|  | Finlandia        | Finlandia        |                  |             |             |             |            |            | Finlandia | Finlandia       | 4               |                 |        |  |
|  | Giappone         | Giappone         | 1                |             |             | Svizzera    | Svizzera   | 0          |           |                 |                 |                 |        |  |